# Sassetta (Italia)
Sassetta è un comune italiano di 510 abitanti della provincia di Livorno in Toscana. Il paese è uno dei comuni facenti parte del circondario della Val di Cornia.
Il toponimo è attestato per la prima volta nel 1115, allorché un Benedetto, signore della Sassetta fu governatore pisano a Maiorca (Jacopo Arrosti, Cronica di Pisa), e deriva probabilmente dal latino saxum, «roccia», per cui Sassetta è la «piccola roccia».

## Geografia fisica
- Classificazione sismica: zona 4 (sismicità molto bassa), Ordinanza PCM 3274 del 20/03/2003
- Classificazione climatica: zona D, 1897 GR/G
- Diffusività atmosferica: alta, Ibimet CNR 2002

## Storia
Sassetta fu un importante castello della Repubblica Pisana, abbattuto nel 1503 dopo la conquista fiorentina. Nel 1516 furono anche esiliati gli originali Signori del luogo, i pisani Orlandi della Sassetta.
 Il borgo appartenne dal XVI secolo alla famiglia di origine spagnola Ramirez de Montalvo, giunta a Firenze con la corte di Eleonora da Toledo che andò in sposa al granduca di Toscana Cosimo I de' Medici.

### Sede dell'orfanotrofio israelitico di Livorno (1943-44)
Durante la seconda guerra mondiale, Sassetta vive una pagina importante della sua storia, quando ai primi di gennaio 1943 si decide di trasferirvi l'orfanotrofio israelitico che aveva sede a Livorno in via Paoli 36, per sfuggire ai massicci bombardamenti della città. A Villa Biasci, in località Il Poggio (la "casa nel bosco" come veniva chiamata), che sovrastava il paese, giungono 21 bambini (tra i 6 e i 17 anni), accompagnati da quattro educatori. I ragazzi e i loro accompagnatori sono ben accolti e integrati in paese. Con la nascita della Repubblica Sociale Italiana nel settembre 1943, lo status dei ragazzi si trasforma di fatto in quello di internati. Il 21 dicembre sono loro sequestrate tutte le masserizie (che sono però lasciate in uso all’Orfanotrofio). La loro vita non subisce apparenti cambiamenti, tanto che all'arrivo dei primi soldati tedeschi il 14 gennaio 1944 è uno dei piccoli orfani, di origine tedesca, Sigfrido Libson, a fungere da interprete tra le truppe di occupazione e la popolazione locale. La situazione precipita però ai primi di aprile 1944. Il 1 aprile l'insegnante Liliana Archivolti viene arrestata nel comune limitrofo di Monteverdi Marittimo. Pochi giorni dopo, su ordine delle autorità tedesche, i carabinieri si presentano alla Villa per ordinarne lo sgombero. I bambini sono caricati su un camion e condotti a Vada, da dove sarebbero dovuti partire in treno  per il campo di Fossoli, preludio alla deportazione in Germania. I ragazzi sono già sul treno quando un provvidenziale attacco aereo ne impedisce la partenza. Il parroco di Vada, don Antonio Vellutini, accorso in loro aiuto, trova per loro un ricovero provvisorio presso il Bar Impero onde poi accoglierli presso famiglie locali. Dopo qualche giorno i ragazzi vengono trasferiti - sempre su camion - nelle aule della Scuola "Carducci" ad Ardenza, una frazione a sud della città di Livorno. Qui rimasero per circa una settimana. A questo punto dei ragazzi ne sono rimasti solo una decina: alcuni - i più grandi - sono scappati; altri - di famiglia "mista" - sono riconsegnati ai loro parenti "ariani". Quando però si presenta alla scuola la madre ebrea del piccolo Benito Attal essi vengono entrambi arrestati; assieme a Liliana Archivolti saranno deportati 16 maggio ad Auschwitz, dove troveranno tutti la morte. Intanto, su insistenza di don Vellutini, i ragazzi rimasti assieme alla direttrice Coen sono riaccompagnati dagli stessi carabinieri a Sassetta e qui affidati al parroco don Carlo Bartolozzi. Provvisoriamente sistemati nella soffitta e poi nella cantina della stessa villa Biasci, i ragazzi sono poi ospitati nei giorni del passaggio del fronte dallo stesso parroco, fino alla Liberazione del paese il 27 giugno 1944 ad opera di truppe giapponesi-americane.

### Simboli
Lo stemma e il gonfalone sono stati concessi con decreto del presidente della Repubblica del 18 ottobre 1973.
Lo stemma rappresenta la storica torre costruita dagli Orlandi di Pisa nel XIV secolo.
Il gonfalone è un drappo troncato di rosso e di bianco.

## Monumenti e luoghi d'interesse
- Resti del castello degli Orlandi, nel centro del paese
- Palazzo Ramirez de Montalvo
- Chiesa di Sant'Andrea
- Oratorio di San Rocco

A sud, verso il fiume Cornia, si estende un percorso del trekking in un'area boschiva di notevole interesse naturalistico, che comprende il monte Calvi a est e le colline di Castagneto Carducci a nord.
Nel comune di Sassetta, nell'ambito del sistema dei Parchi della Val di Cornia, è stato creato il Parco forestale di Poggio Neri e il Museo del Bosco.

Sulla cima del monte Bufalaio, nei pressi di una piccola cava, è presente una parete rocciosa, con un crepaccio largo circa un metro che scende a picco per una trentina di metri: si tratta di siti di interesse speleologico.
Nelle vicinanze del nuovo acquedotto, lungo il corso del fosso dei mulini, ci sono i ruderi di un vecchio mulino.

## Società

### Evoluzione demografica
Negli ultimi settanta anni, a partire dal 1951, la popolazione residente è diminuita del 60 %.
Abitanti censiti

### Etnie e minoranze straniere
Secondo i dati ISTAT al 31 dicembre 2018 la popolazione di Sassetta è per circa l'84,29% di cittadinanza italiana. La popolazione straniera residente ammontava a 74 persone, il 15,71% della popolazione. Le nazionalità maggiormente rappresentate in base alla loro percentuale sul totale della popolazione residente erano:
1. Bosnia ed Erzegovina, 22 – 4,67%
2. Macedonia del Nord, 13 – 2,76%

## Amministrazione
Di seguito è presentata una tabella relativa alle amministrazioni che si sono succedute in questo comune.
| Periodo        | Periodo         | Primo cittadino         | Partito                                              | Carica  | Note   |
| -------------- | --------------- | ----------------------- | ---------------------------------------------------- | ------- | ------ |
| 17 luglio 1985 | 2 giugno 1990   | Saverio Baldassarri     | Partito Comunista Italiano                           | Sindaco | [ 14 ] |
| 2 giugno 1990  | 24 aprile 1995  | Saverio Baldassarri     | -                                                    | Sindaco | [ 14 ] |
| 24 aprile 1995 | 14 giugno 1999  | Saverio Baldassarri     | centro-sinistra                                      | Sindaco | [ 14 ] |
| 14 giugno 1999 | 14 giugno 2004  | Rodolfo Anselmi         | centro-sinistra                                      | Sindaco | [ 14 ] |
| 14 giugno 2004 | 9 dicembre 2006 | Fausto Lorenzelli       | lista civica                                         | Sindaco | [ 14 ] |
| 29 maggio 2007 | 7 maggio 2012   | Luciano Cencioni        | Democratici di Sinistra                              | Sindaco | [ 14 ] |
| 7 maggio 2012  | 12 giugno 2017  | Luciano Cencioni        |                                                      | Sindaco | [ 14 ] |
| 12 giugno 2017 | 13 giugno 2022  | Alessandro Scalzini     | lista civica di centro-sinistra Sassetta democratica | Sindaco | [ 14 ] |
| 13 giugno 2022 | in carica       | Alessandro Guarguaglini | lista civica di centro-sinistra Sassetta democratica | Sindaco | [ 14 ] |